# NK Omladinac Mionica
Der NK Omladinac Mionica ist ein Fußballverein aus der Stadt Mionica (Gemeinde Gradačac) in Bosnien und Herzegowina.
Der Verein wurde 1968 gegründet und spielt zurzeit in den unteren Ligen Bosnien und Herzegowinas mit. 

## Erfolge
- 2007/08 Aufstieg in die Erste Liga der Föderation Bosnien und Herzegowina